# Избори за заступнике Срба у Хрватском сабору 2011.
Избори за заступнике Срба у Хрватски сабор 2011. су одржани 4. децембра у оквиру парламентарних избора за именовање 3 посланика српске националне мањине у седмом сазиву Сабора.
Три посланика српске националне мањине заједно с осталим посланицима других националних мањина у Републици Хрватској бирају се у 12. изборној јединици.
Изборе је добила Самостална демократска српска странка које је освојила сва три мандата, као и на изборима 2003. и 2007. године. У Сабор су изабрани Милорад Пуповац, Војислав Станимировић и Јово Вуковић.
Парламентарни избори 2011. године су видели одлучну победу Кукурику коалиције (коју сачињавају СДП, ХНС-ЛД, ИДС и ХСУ), док је поражена Хрватска демократска заједница, на власти од 2003.

## Резултати
Резултати су објављени 13. децембра на којима је утврђено да је гласало 23.267 (12,65%) од укупно 183.992 бирача. Неважећих листића било је 583 (2,54%).
| Бр. | Кандидат              | Странка                               | Гласови | %     |
| --- | --------------------- | ------------------------------------- | ------- | ----- |
| 1   | Јован Ајдуковић       | Коалиција Српска слога                | 4.813   | 21,53 |
| 2   | Душан Цветановић      | Савез за промене                      | 901     | 4,03  |
| 3   | Вељко Џакула          | Коалиција Српска слога                | 3.579   | 16,01 |
| 4   | Немања Марић          | Савез за промене                      | 619     | 2,77  |
| 5   | Љубомир Микић         | Независни                             | 563     | 2,52  |
| 6   | Слободан Милошевић    | Удруга Срба Осјечко-барањске жупаније | 869     | 3,89  |
| 7   | Милорад Пуповац       | Самостална демократска српска странка | 14.541  | 65,06 |
| 8   | Драгана Ресан         | Савез за промене                      | 340     | 1,52  |
| 9   | Милан Родић           | Коалиција Српска слога                | 2.119   | 9,48  |
| 10  | Душко Симић           | Независни                             | 593     | 2,65  |
| 11  | Војислав Станимировић | Самостална демократска српска странка | 14.188  | 63,48 |
| 12  | Бранислав Текић       | Независни                             | 478     | 2,14  |
| 13  | Јово Вуковић          | Самостална демократска српска странка | 12.249  | 54,81 |